# 392

## Evenimente
- Are loc ultima ediție a Jocurilor olimpice antice.
- Creștinismul devine unica religie a Imperiului Roman.

## Nașteri
- Flavius Marcianus, împărat bizantin (d. 457)

## Decese
- 15 mai: Valentinian al II-lea, împărat roman (n. 371)